# Jacky Cheung
Jacky Cheung Hok-Yau (Hong Kong britânico, 10 de julho de 1961) é um ator e astro pop da China e Hong Kong.